# Isolobodon portoricensis
Isolobodon portoricensis era una especie de roedor de la familia Capromyidae.

## Distribución geográfica
Se encontraba en República Dominicana Haití y Puerto Rico.